# Păuliș
Păuliș là một xã thuộc hạt Arad, România. Dân số thời điểm năm 2002 là 4104 người.